# 色について
『色について』（希: Περὶ χρωμάτων、羅: De Coloribus、英: On Colors）とは、アリストテレス名義の自然学短篇著作の1つであり、『小品集』を構成する9篇の内の1つ。アリストテレスの作品ではなく、ペリパトス派（逍遙学派）の後輩たちの作品と見られている。

## 構成
全6章から成る。
- 第1章 - 単純な色（基本色）と黒。黒の生じ方の三様。光と火の関係。
- 第2章 - 混合によって生じる第二次的・第三次的な色。真紅や紫など。
- 第3章 - 色の多様性と無限性。その原因 --- 光と陰、色の量と力、色の間の割合、鮮やかさと鈍さ、摩擦、燃焼、暗さと滑らかさ、その他の混合。
- 第4章 - 染色について。その方法 --- 植物・花による、動物による、葡萄酒、煙、海による、その他。染色の原理。
- 第5章 - 植物における色、変色とその原因。黄緑から草緑へ。果実における変色。真紅から紫へ。栄養と変色。
- 第6章 - 動物における色、植物からの類推。湿気と乾燥の影響。栄養の影響。成熟と変色。毛髪や羽毛の変色。

## 日本語訳
- 『アリストテレス全集10』 岩波書店、1969年